# Julio Pineda Romero
Julio Pineda Romero (Camas, 17 de juliol de 1972) és un exfutbolista andalús, que ocupava la posició de davanter. Va començar a destacar en equips andalusos de Tercera i Segona B: Isla Cristina (94/95), Recreativo de Huelva (95/97), Almeria CF (97/98), Écija Balompié (98/99) i Xerez CD. Amb el conjunt de Jerez ascendeix a Segona Divisió el 2001. Qualla una gran primera temporada a la categoria d'argent, amb 14 gols en 40 partits, però la temporada 02/03 passa a la suplència i tan sols en fa cinc dianes.
L'estiu del 2003 deixa el Xerez i fitxa pel CD Numancia. Recupera la titularitat a Sòria, i marca 11 gols decisius per a l'ascens dels castellans a primera divisió. A la màxima categoria, Pineda disputaria 26 partits, però només marcaria un gol, mentre que el Numancia baixaria a Segona.
Després d'una altra campanya a Sòria sense massa fortuna, el 2006 recala al Córdoba CF, amb qui pujaria a Segona Divisió a l'any següent. La 07/08 la disputa a la categoria d'argent amb l'onze cordovès, encara que no va gaudir de massa oportunitats. La temporada 08/09 la passa al modest Lucena.